# 엄창섭 (1940년)
엄창섭(嚴昌燮, 1940년 9월 4일 ~ , 울산광역시 울주군 온산읍 화산리)은 대한민국의 정치인, 전직 기업인, 전직 울주군수이다.
2008년 9월 25일, 뇌물수수 혐의가 유죄로 확정되면서 군수직을 상실하였다.

## 학력
- 온산초등학교
- 동래중학교
- 서울사대부고(1956년 3월 ~ 1959년 2월)
- 서울대학교 행정학과(법학사,1959년 3월 ~ 1963년)
- 미국 텍사스주립대학교 대학원 국제경영학(1974년 ~ 1975년)

## 경력
- 대한무역진흥공사 입사(1970년)
- 상공부장관 비서(1972년 ~ 1973년)
- 대한무역진흥공사 미국 달라스무역관 근무(1973년 ~ 1976년)
- 대한무역진흥공사 노르웨이 오슬로무역관장(1980년 ~ 1983년)
- 대한무역진흥공사 비서실 실장(1984년 ~ 1986년)
- 대한무역진흥공사 정보서비스부장(1986년 ~ 1987년)
- 대한무역진흥공사 영국 런던무역관장(1987년 ~ 1990년)
- 대한무역진흥공사 지역조사·기획조사부장(1991년 ~ 1993년)
- 대한무역진흥공사 독일 프랑크푸르트무역관장(1993년 4월 ~ 1995년 8월)
- 대한무역진흥공사 정보서비스본부장(1995년 8월 ~ 1996년 9월)
- 대한무역진흥공사 인력개발본부장(1996년 10월 ~ 1997년 2월)
- 대한무역진흥공사(KOTRA) 통상정보본부장(1997년 3월 ~ 1997년 6월)
- 숭실대학교 국제통상대학원 겸임교수(1997년 9월 ~ 1998년 9월)
- 울산시청 외자통상본부장(1998년 ~ 1998년 12월)
- 울산시청 정무부시장(1998년)
- 제2~3대 울산광역시 울주군수(2002년 7월 ~ 2008년 9월, 한나라당)

## 수상
- 수출유공 상공부장관 표창 수출유공(1984년 11월 30일)
- 수출유공 대통령표창 수출유공(1993년 11월 30일)

## 저서
- 《세계로 가는 울산》

## 역대 선거 결과
|  | 44.25% |

|  | 52.26% |